# La cocuzza
La cocuzza è un film per la televisione del 1963 diretto dal regista Carlo Ludovici. È tratto dall'omonimo romanzo di Giuseppe Cassieri.

## Trama
Un giovane uomo, affranto per la sua calvizie, sceglie di rasarsi a zero dopo gli innumerevoli tentativi di riappropiarsi della sua folta capigliatura.